# Bunschoten
Bunschoten es un municipio de la Provincia de Utrecht de los Países Bajos.

## Galería

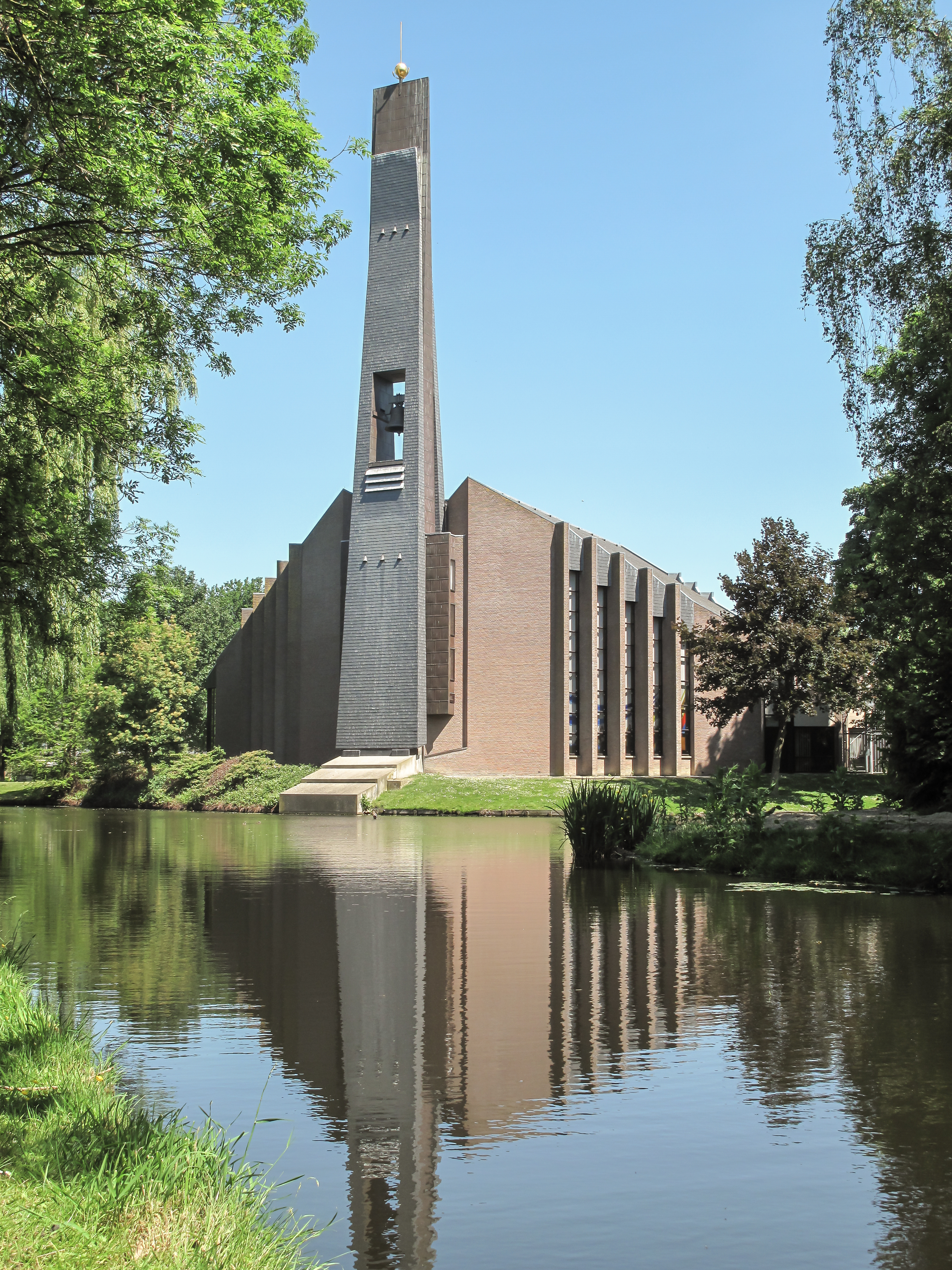
Bunschoten, la iglesia protestante: De Fontein
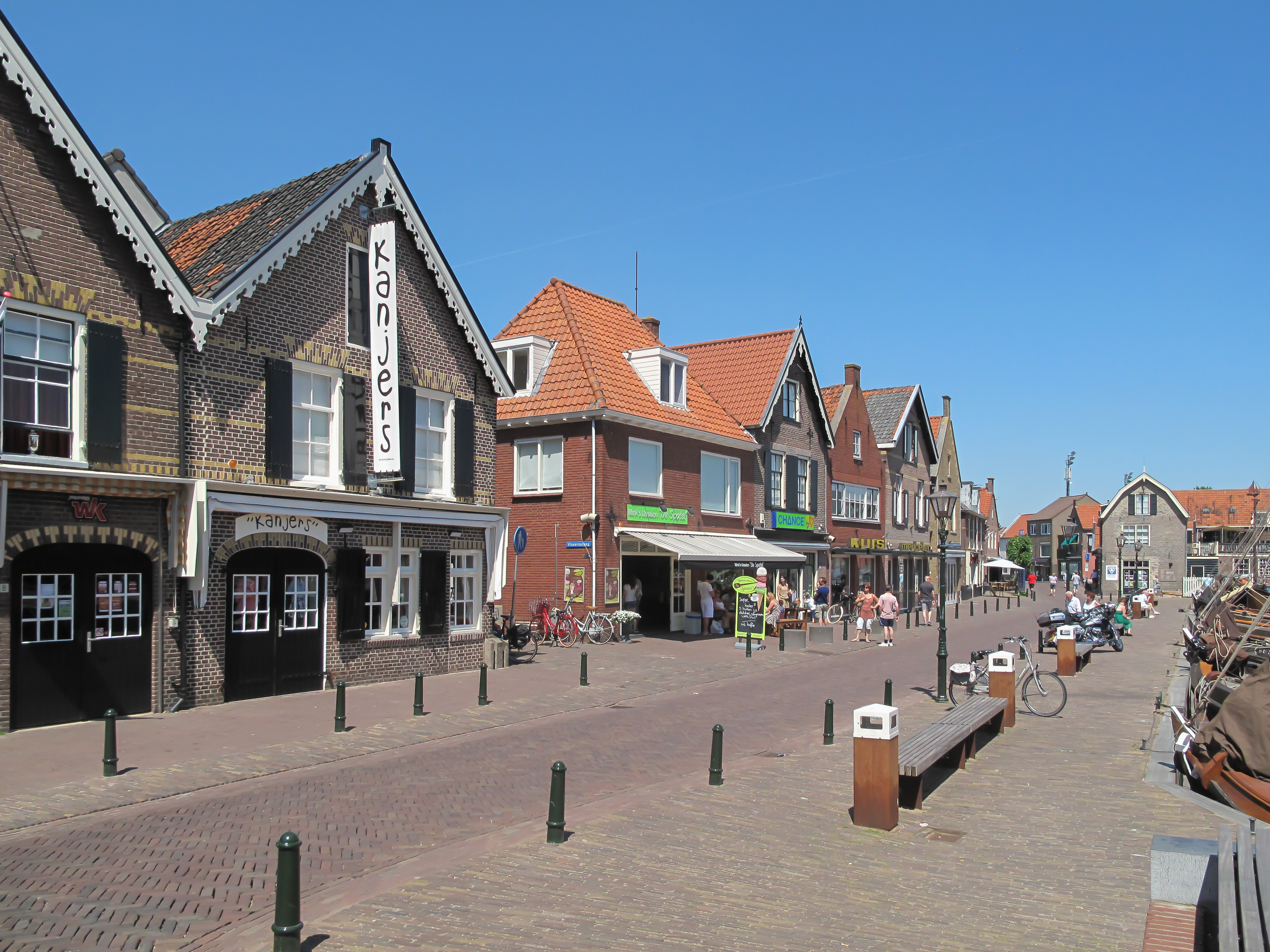
Spakenburg, vista de la calle: de Oude Schans
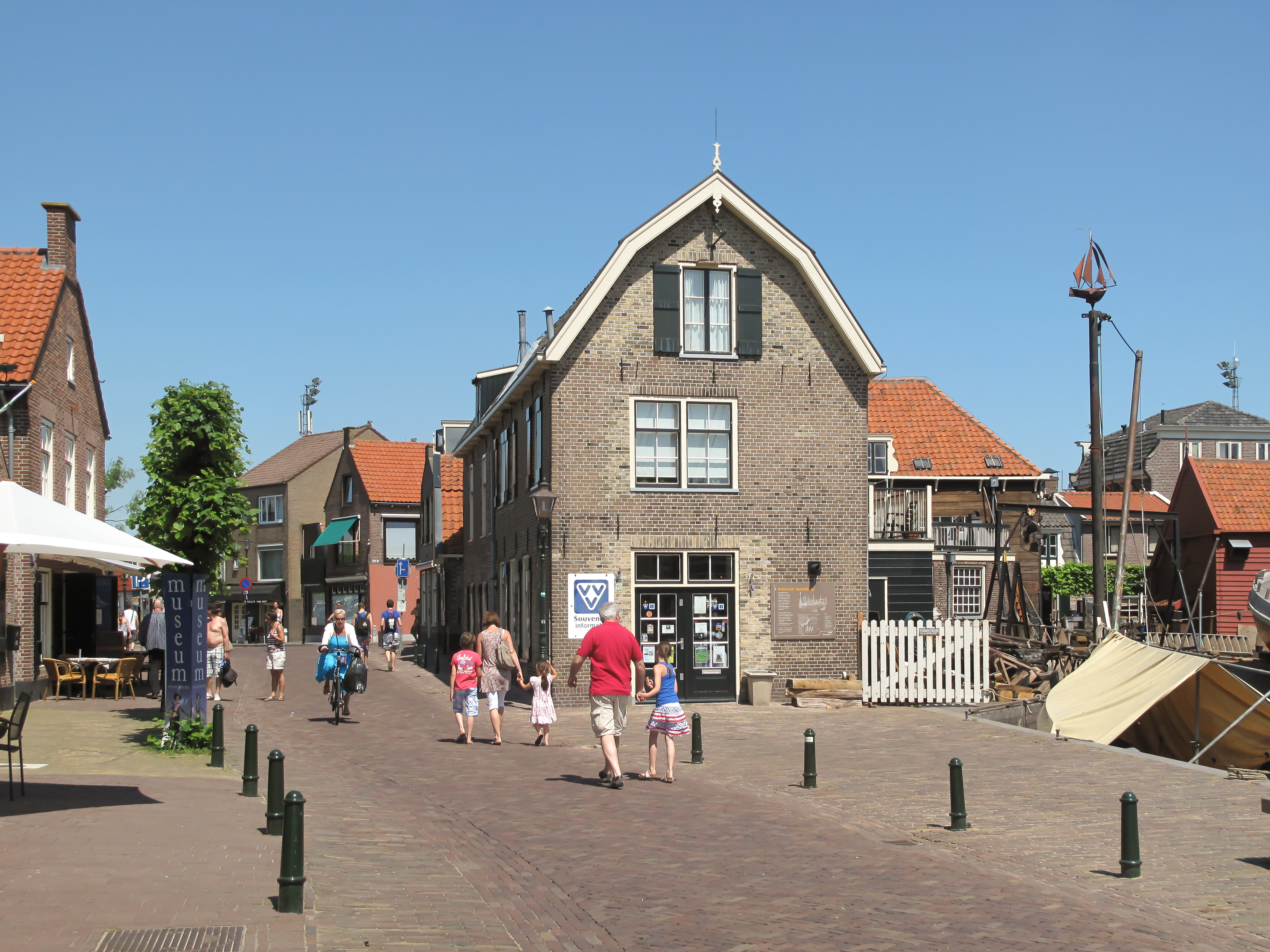
Spakenburg, la oficina de turismo